# Sint-Barbarakapel (Overijse)

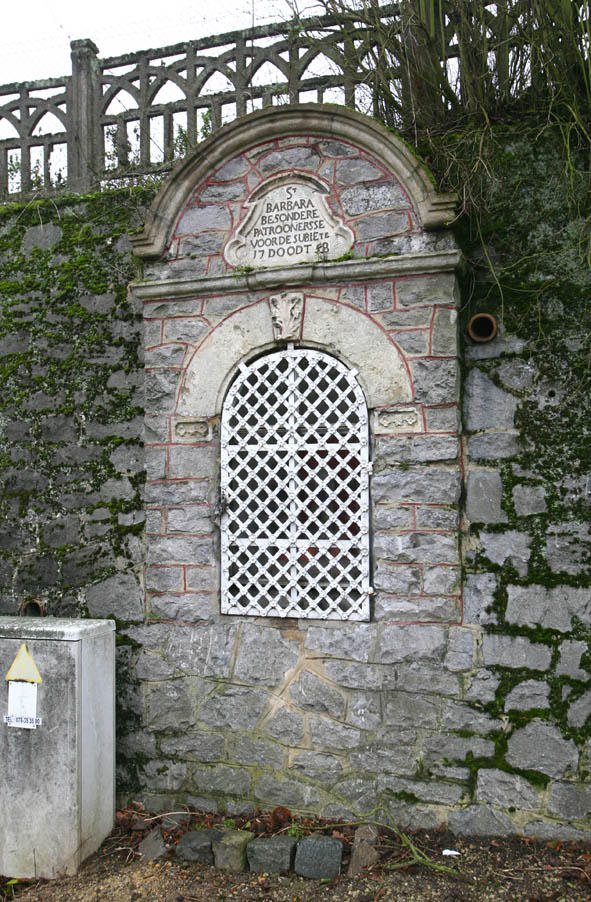
Sint-Barbarakapel

De Sint-Barbarakapel is een kleine kapel in de Vlaams-Brabantse plaats Overijse, gelegen aan de P.I. Taymansstraat.
Al in 1640 werd melding gemaakt van een Sint-Barbarakapel. Een steen uit 1752 heeft, naast het jaartal, als opschrift:
St. Barbara Besondere Patroonesse voor de subiete Doodt.
Het -tegen een muur aangebouwde- kleine kapelletje is gebouwd in blauwe hardsteen met een omlijsting van een nis in zandsteen.